# Camponotus cylindricus
Espèce
Camponotus cylindricus est une espèce de fourmis de la famille des formicidés de l'Asie du Sud-est (Bornéo).
Elle a la particularité, comme Camponotus saundersi, de se suicider en explosant pour protéger son nid,. Elle s'agrippe à un ennemi et fait exploser son abdomen qui contient une substance collante qui le tue aussi.

## Galerie

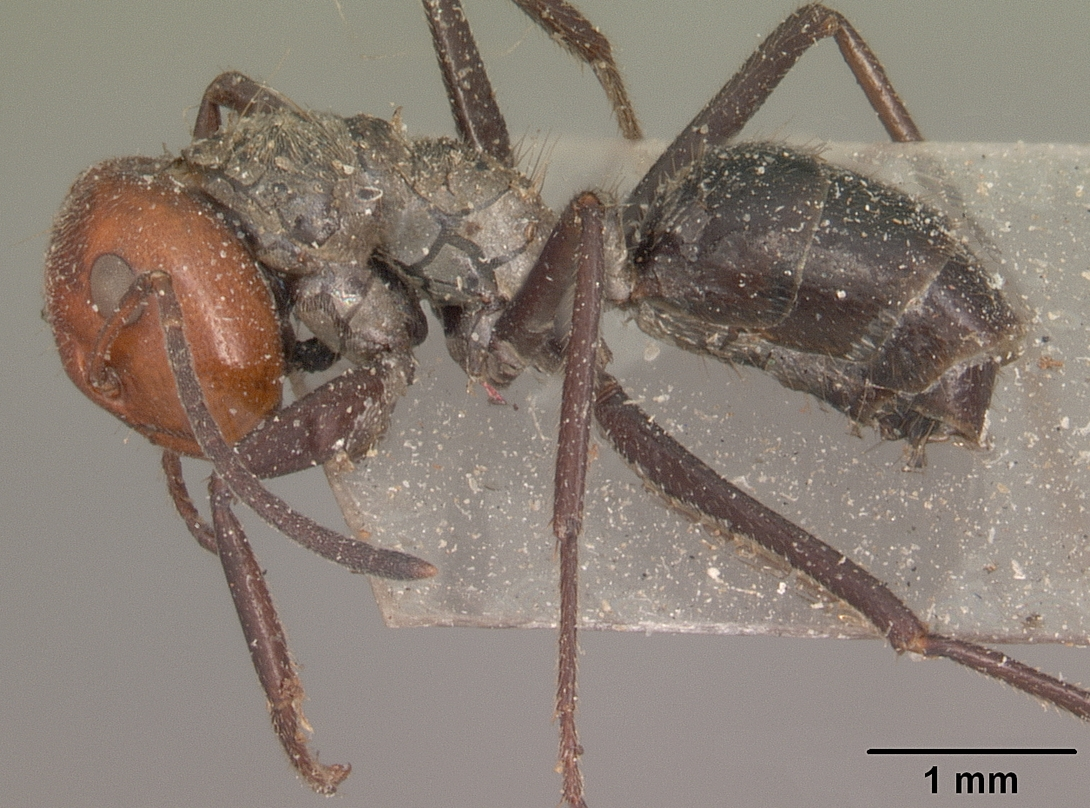
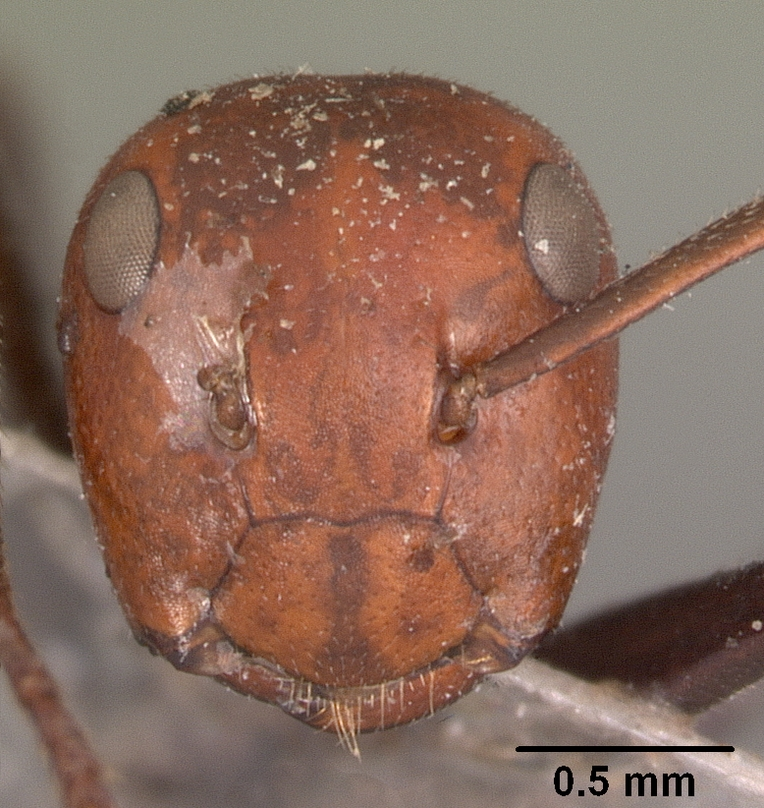
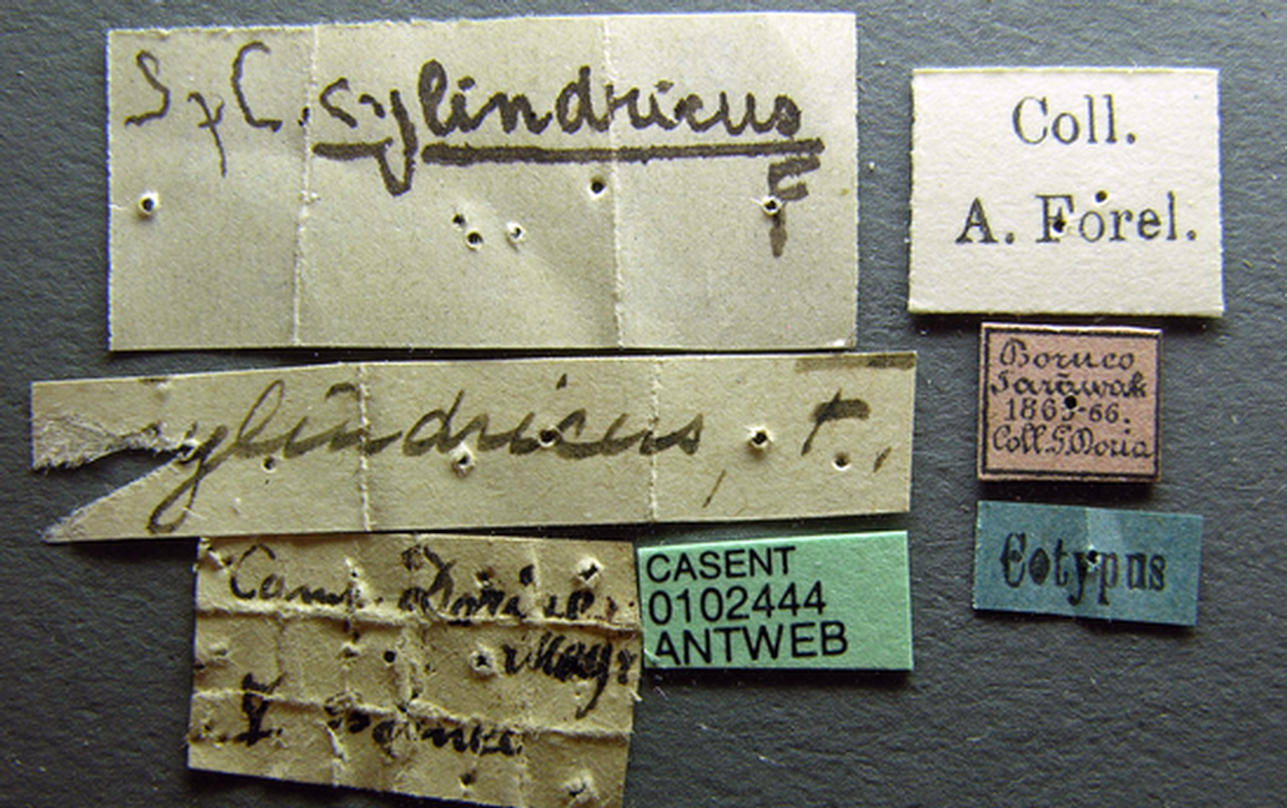